# 구치노에라부섬

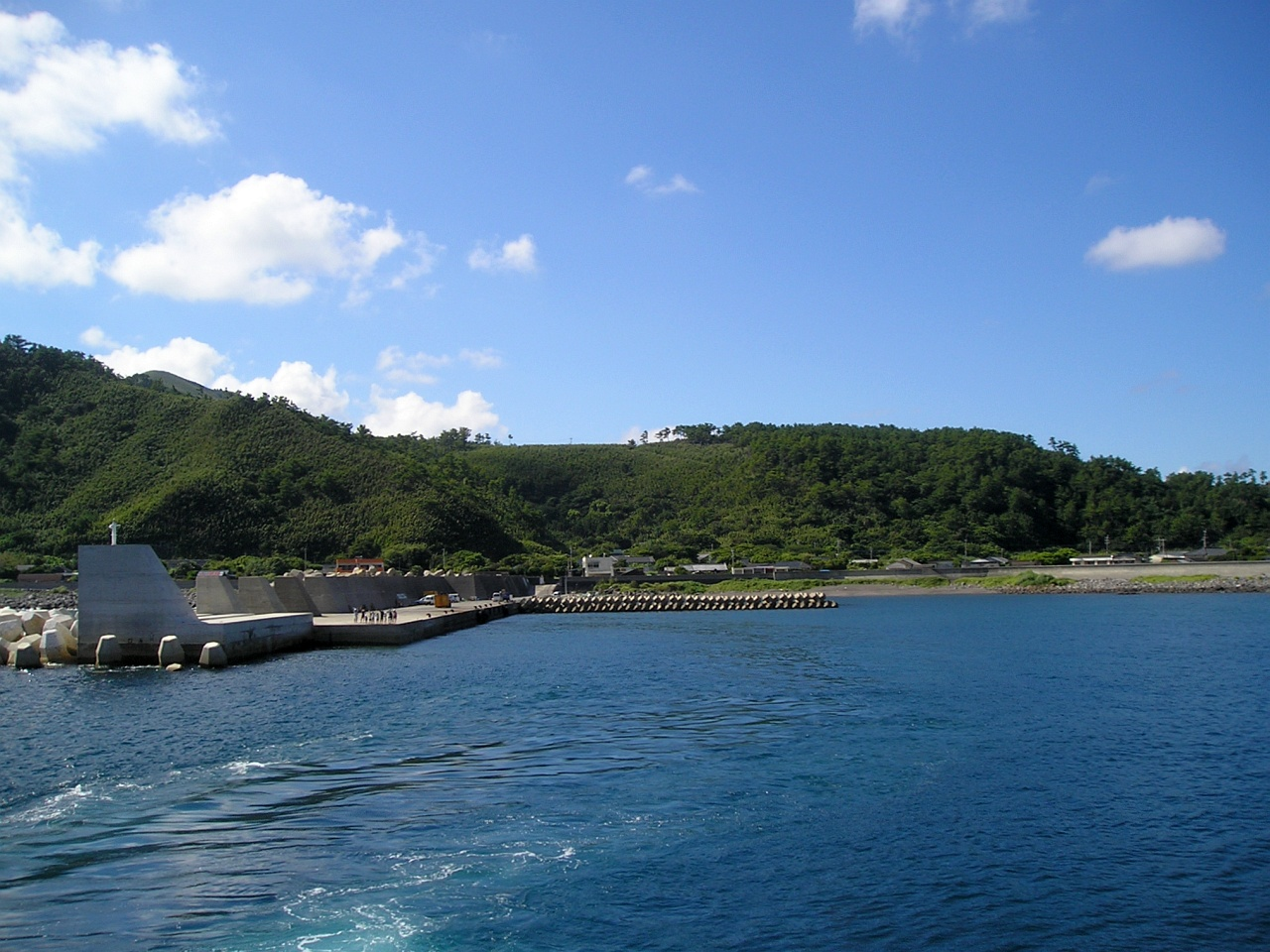
구치노에라부섬

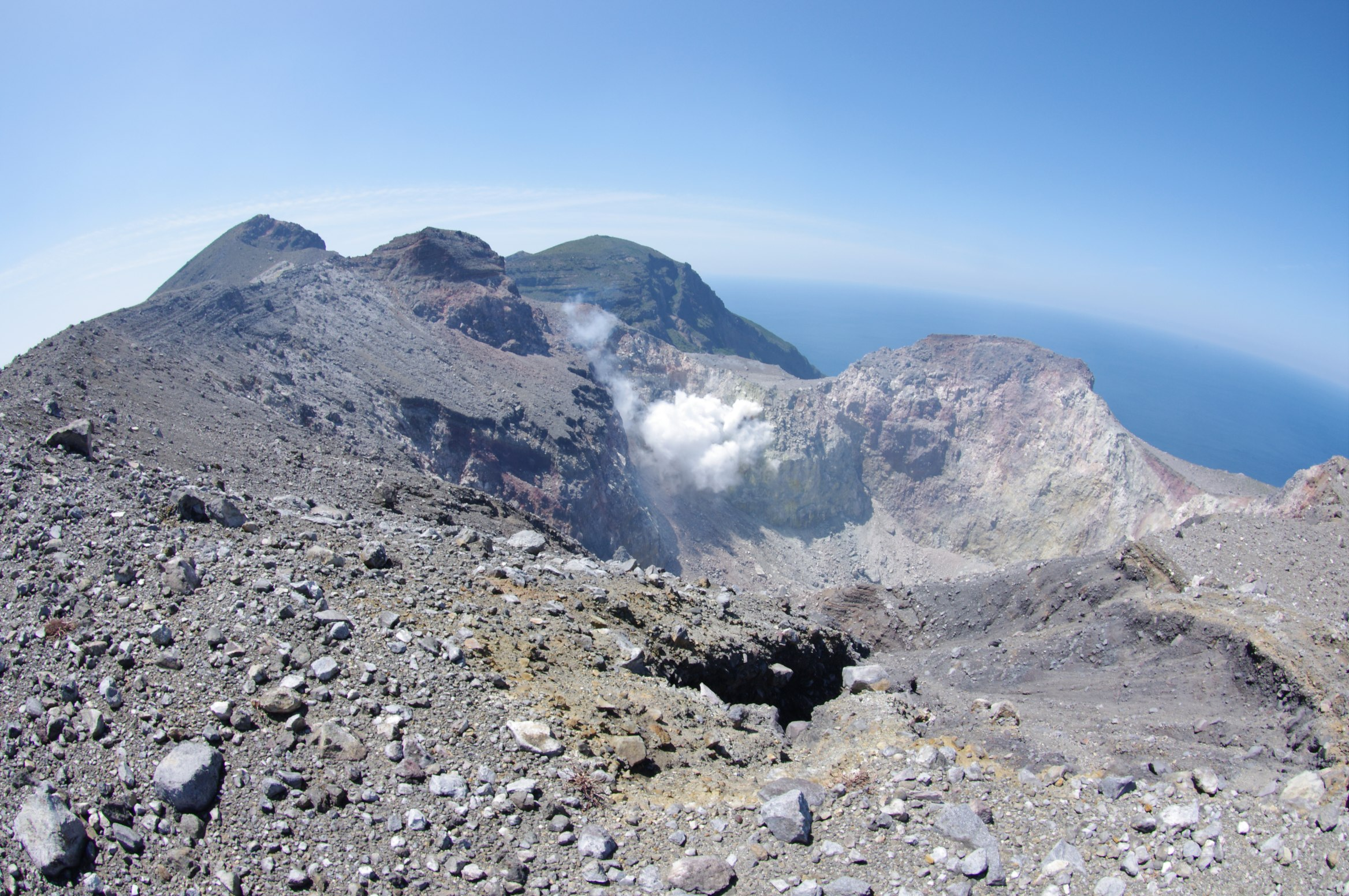
신다케봉 활화산 분화구

구치노에라부섬(일본어: 口永良部島, 문화어: 구찌노에라부섬)은 일본 야쿠섬에서 서쪽으로 약 12km 떨어진 곳에 위치하는 섬이다. 가고시마현 구마게 군 야쿠시마정에 속하고 주변의 야쿠섬, 다네가섬 등과 함께 오스미 제도를 형성한다. 섬은 표주박형을 하고 있고 전역이 기리시마야쿠 국립공원으로 지정되어 있다.
온천이 많고 섬의 주변은 낚시장도 많기 때문에 연중 관광객이 많이 방문하고 있다.
섬의 면적은 38.04km2이고 인구는 147명이며 최고점은 657m이다.
섬에는 활화산 봉우리인 신다케봉이 있는데 1841년의 분화 이후 1980년까지 16회나 분화하였다. 특히 1933년에는 화산 폭발 지수 4의 분화로 사망자가 발생하기도 하였다. 2014년, 신다케봉은 34년만에 다시 폭발하여 화쇄류를 발생시켰으나, 인명 피해는 없었다.